# Wander This World
Wander This World è il terzo album in studio del chitarrista blues statunitense Jonny Lang, pubblicato nel 1998.

## Tracce
1. Still Rainin' (Bruce McCabe) – 4:49
2. Second Guessing (David Z/McCabe) – 5:10
3. I Am (Prince/Z/Levi Seacer Jr.) – 5:04
4. Breakin' Me (Lang/Kevin Bowe) – 4:32
5. Wander This World (Paul Diethelm/McCabe) – 4:49
6. Walking Away (Lang/Jerry Lynn Williams) – 4:14
7. The Levee (Bowe/Lang) – 3:41
8. Angel of Mercy (McCabe/Mike Henderson) – 4:30
9. Right Back (Williams/Danny Kortchmar) – 3:59
10. Leaving to Stay (Bowe) – 4:35
11. Before You Hit the Ground (Bowe/Lang) – 3:55
12. Cherry Red Wine (Luther Allison) – 3:31
13. If This Is Love (Joe Louis Walker) – 3:01